# Генріх Вернер
Генріх Вернер (нім. Heinrich Werner; 14 травня 1874, Мюльгаузен, Тюрингія — 1946) — німецький фахівець з тропічної медицини.

## Біографія
Навчався в Академії Кайзера Вільгельма з 1893 по 1899 рік. Згодом він працював медичним працівником у охоронних силах (Schutztruppen) у німецькій Східній Африці. Під час Першої світової війни ці охоронні сили на чолі з генералом Паулем Емілем фон Леттов-Ворбеком були єдиними німецькими колоніальними військами, які воювали впродовж усієї війни. З 1904 по 1906 рік Вернер брав участь як військовий лікар у війні за винищення повстанців у Південно-Західній Африці.
З 1906 по 1913 рік він був спочатку помічником завідувача клінічного відділу, а згодом й завідувачем цього відділу в
інституті тропічної медицини в Гамбурзі.
З 1914 року він був головним лікарем в охоронних силах, а також медичним референтом (Medizinalreferent) у влади Камеруну. На початку Першої світової війни він брав участь у боях у Камеруні, а згодом служив гігієністом німецького військового корпусу, а згодом армії послідовно на фронті в Бельгії, Російській імперії та Румунії.
На зустрічі військових лікарів у Варшаві в січні 1916 року Вернер повідомив про випадки в армії траншейної гарячки, яку він назвав п'ятиденною гарячкою, тоді як німецький лікар Вільгельм Гіс іменував її волинською гарячкою. Вони незалежно один від одного опублікували свої спостереження в 1916 році.
Після закінчення війни Вернер вийшов у відставку із званням оберст, почавши практику як фахівець з інфекційних хвороб у Берліні.
Роботи Вернера стосувалися протозоології, тропічних хвороб, а також антропологічних, етнологічних і лінгвістичних досліджень.
Помер у 1946 році, ймовірно у Берліні.

## Основні наукові праці
- Enteramoeba coli. Handbuch der pathogenen Protozooen, volume 1; Leipzig, 1912. / Entamoeba coli. у довіднику патогенних найпростіших;
- Febris quintana. Berlin and Vienna, 1920. / Волинська гарячка
- Malaria. /Friedrich Kraus (1858—1936) and Theodor Brugsch (1878—1963): Spezielle Pathologie und Therapie. Volume 2, 3, Berlin, 1923 (19 volumes, Berlin and Vienna, Urban & Schwarzenberg, 1919—1929). / Малярія у довіднику «Спеціальна патологія і терапія».
- Fünftagefieber. Handbuch der pathogenen Mikroorganismen, 3rd edition, volume 8,2; Jena, Berlin, and Vienna, 1930. / П'ятиденна гарячка у довіднику з патогенних мікроорганізмів.
- Ein Tropenarzt sah Afrika. Nachgelassene papiere. Mit einem Vorwort von E. G. Nauck. Strasbourg/Kehl, ca 1950. 93 pages. / Тропічний лікар побачив Африку. Папери, що використовуються повторно.
- Bibliography / G. Olpp, Hervorragende Tropenärzte, Munich, 1932, page 413.
- Isidor Fischer, publisher: Biographisches Lexikon der hervorragenden Ärzte der letzten fünfzig Jahre. Berlin — Wien, Urban & Schwarzenberg, 1932.